# Kínai hibiszkusz

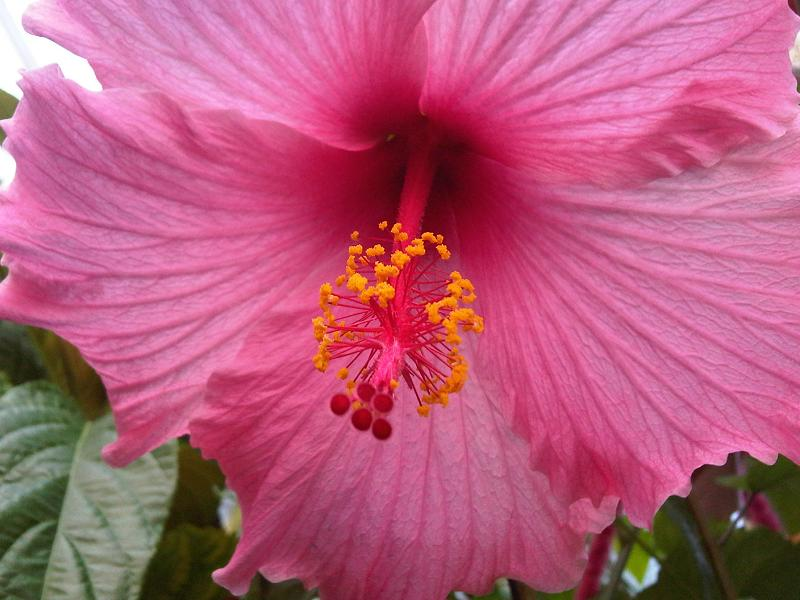
rózsaszínű virág

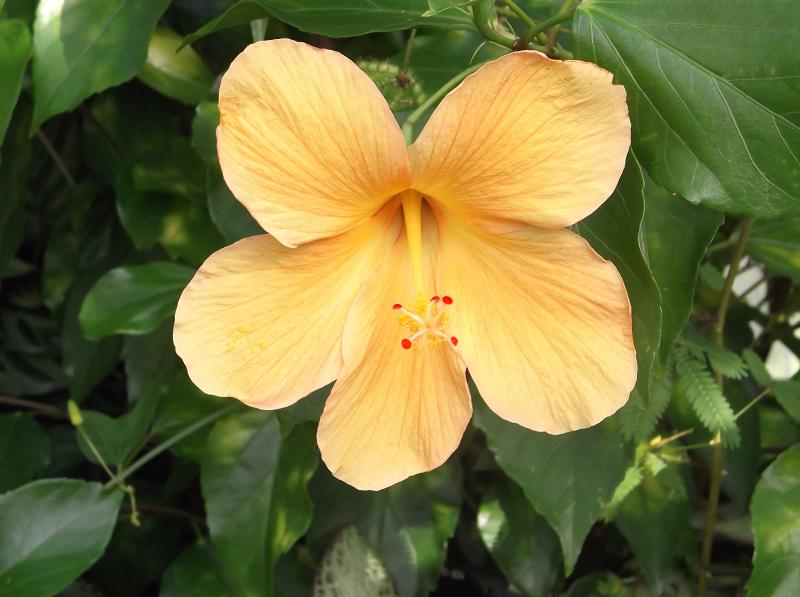
sárga virág

A kínai hibiszkusz (Hibiscus rosa-sinensis) a mályvavirágúak (Malvales) rendjébe és a mályvafélék (Malvaceae) családjába tartozó faj. Nevezik még kínai rózsának, szobai hibiszkusznak, rózsamályvának és Hawaii-rózsának is. Számtalan változata, hibridje ismert. Az egyik legnépszerűbb hazai körülmények között szobai dísznövény.

## Származása, elterjedése
Neve ellenére Indiából származik, de már nagyon hosszú ideje dísznövénynek ültetik, így elterjedt szerte a világon.

## Jellemzői
1–3 m magas, örökzöld, fásodó cserje, fa alakúvá is könnyen nevelhető. Sűrűn álló ágai 1-2 évesen kezdenek fásodni. Mivel gyorsan nő és erőteljesen bokrosodik, előszeretettel ültetik élősövénynek.
Szétterülő, szív alakú leveleinek vége csipkézett.
Ötszirmú, szagtalan virágai nagyok; az eredeti változatok általában vörösek, a nemesítettek színe a rózsaszínen és narancssárgán át a fehérig, illetve a sárgáig terjed; bibéjük hosszan előrenyúlik. Az egyes virágok általában egy-egy napig nyílnak. Poliploid kromoszómaszámúak.

## Termesztése

### Virágvariációi
Szimpla, illetve dupla/tripla, vagy "rétes" virágú, ki hogy hívja őket.
Itt (oldal közepe) van egy összefoglaló kép a virágok lehetséges formájáról.
Levelei (oldal közepe) eltérő formájúak lehetnek, szélük szeldelt, vagy egyenes, a szív alakútól, a juhar-szerűig bármilyen formában előfordulhat, egy tövön is lehetnek több formájú levelek. Példák.

### Hibridjei
Számtalan hibridje ismert, és folyamatosan hibridizálnak újabbakat a már meglévőkből, így szinte bármilyen színben, színkombinációban találkozhatunk velük.

### Igényei
Magyarországon télen vagy 10-15 Celsius-fokon teleltetjük, vagy szobahőmérsékleten fényes helyen tartjuk. Tavasszal a fagyok elmúlta után szabadba tehetjük, félárnyékra, napfényre. Igyekezzünk szoktatni a napfényhez, mert hajlamos megégni, és elhullatni leveleit. Viszonylag vízigényes (2-3 naponta öntözzük, nagy melegben sűrűbben, máskülönben a képződött bimbókat eldobálja). Virágzásindító tápoldattal segíthetjük a virágképződést, ez a növekedésére is jó hatással van.
Virágai: Nagyobb bokrokon egyszerre többet is kinyit, kisebb töveken egymást követik a virágok, melyek 1-2 napig díszítenek. A rövid virág élettartamot ellensúlyozza az, hogy egy egészséges tő egymás után 8-10 virágot is nyithat, évente általában 2 virágzási ciklusa van. Kora tavasszal az öregebb tövek metszésével elősegítjük az erősebb növekedést, bőséges virágzást. (A virágok a fiatal, lágyszárú hajtásokon nyílnak).

### Beszerzése
Hazánkba főként holland és német hibiszkuszokat hoznak be, tipikusan ezek találhatóak meg a virágboltok, hipermarketek, kertészetek kínálatában. Ezeket a növényeket a szebb külalak végett „törpésítő” hormonnal kezelik, emiatt levélközei megrövidülnek. Szintén kezelik a mélyzöld színért, illetve megfelelő sűrűségű levélkorona elérése érdekében, emiatt a gyökereik gyakran elégtelenek a növény táplálására, ezt tetézi a tápanyagban szegény táptalaj, ami legfőképpen tőzeget tartalmaz. Emellett a virágzást dömpingszerűvé erősítő hormonokat, anyagokat is kapnak, ezek a tényezők vezetnek ahhoz, hogy a boltból vásárolt példányok 35-50%-a a vásárlást követően hamarosan elpusztul.
Ha ilyen növényt vásárolunk, sok hibiszkusz-gyűjtő javasolja, hogy azonnal ültessük át (sokan kimossák a gyökerek közül is a földet), és ha a növény méretéhez mérten sok bimbó van a növényen, ne sajnáljuk kitörni azokat (ugyanígy a frissen gyökerezett hajtásokról sem), mert ezek után a növény a gyökér fejlesztésére fordítja energiáit, és megerősödve hozhatja a következő virágait.
Néhány magánkertészet is foglalkozik hibiszkuszok szaporításával, az innen vásárolt növények jobb túlélési eséllyel indulnak, mint a boltiak, és tapasztalatok szerint sokkal több szín- és formavariációt találhatunk meg kínálatukban, valamint sokkal kevesebb hormonterhelésnek vannak kitéve, hiszen nem kritérium a tökéletes, törpe forma és a sok bimbó. Ilyen kertészeteket az interneten, vagy különböző kertészeti kiállításokon bőven találhatunk.
Gyűjtőkkel is felvehetjük a kapcsolatot az internetes fórumokon keresztül, akik nagyon szívesen osztják meg másokkal a szaporítható levágott hajtásokat, így alkalmunk nyílhat cserére is. A hazai kínálaton kívül sokan foglalkoznak közülük külföldről beszerzett, begyűjtött kuriózum példányokkal is.

### Szaporítása
Magról való szaporítása körülményes, tapasztalat, hogy nagyon sok hibrid nem nevel csíraképes magot. További akadály, hogy hazánkban a magok beéréséhez megfelelő klímát is igen nehéz előállítani, bár általában a mag beszerzése a legnehezebb feladat. Érdemesebb inkább ivartalan szaporítással próbálkozni, ahol megfelelő módszerrel 60-90%-os eredési arány érhető el.

## Felhasználása
Az ázsiai nők sokáig az ebből a virágból kivont festékanyaggal színezték a hajukat és a szemöldöküket.

### Hibiscus Szövetségek
- International Hibiscus Society
- Australian Hibiscus Society
- Canadian Hibiscus Society Archiválva 2008. október 7-i dátummal a Wayback Machine-ben
- American Hibiscus Society
- Hibiscus Society of Queensland Archiválva 2008. augusztus 28-i dátummal a Wayback Machine-ben

### Online szakirodalom
- Jim Howie: Hibiscus - Queen of the Flowers
- Les Beers and Jim Howie - Growing Hibiscus 2.nd edition